# Estádio do Pacaembu
Estádio do Pacaembu, officiellt Estádio Municipal Paulo Machado de Carvalho, är en fotbollsarena i São Paulo, Brasilien med en totalkapacitet på  40 199 . Arenan började byggas den 17 september 1938, och invigdes den 27 april, 1940. Den renoverades under 2007, och byggdes ut under två tillfällen; 1958 och 1970. Corinthians har använt arenan sedan 1940 och har ett kontrakt med São Paulos stad som sträcker sig till 2014.
Arenan användes i sex matcher under Världsmästerskapet i fotboll 1950.